# Павлове (Козельський район)
Павлове (рос. Павлово) — село у Козельському районі Калузької області Російської Федерації. Входить до складу сільського поселення «Село Волконське».

## Географія
Село розташоване за 9 км на північний захід від центру сільського поселення села Волконське, у 22 км. на південний захід від районного центру Козельськ та за 83 км. від обласного центру міста Калуга.

## Клімат
У селі помірно-континентальний клімат, помірно-теплий влітку, та помірно-холодною зимою, короткою весною та хмарною, часто дощовою осінню.

## Історія
Село Павлове входило до складу Меренищенської волості Козельського повіту.
У 1782 році в селом Павлове володіли Зиновія та Олексія Шепелєви. Село нараховувало 17 обійсть, 86 чоловіків та 82 жінки. Два будинки панських були дерев'яні.
У 1859 році в селі Павлове було 23 обійстя, мешкало 95 чоловіків та 96 жінок.
1833 року в селі побудовано церкву Тихвінської ікони Божої Матері. Церква кам'яна одноповерхова з кам'яною дзвіницею. Збудував церкву капітан Олександр Васильович Каминін.
У 1889 році в село Павлове було 47 обійсть. 1903 року в селі мешкало 120 чоловіків та 133 жінки.
Церковно-приходська школа у селі Павлове заснована в 1905 році. Школа була дерев'яне на кам'яному фундаменті, побудована на кошти місцевого землевласника Бориса Котова. У 1915 році в школі навчалося 36 хлопців та 21 дівчина.
Церква ікони Тихвінської Божої Матері не збереглася до нашого часу.

## Населення
Станом на 2010 рік чисельність населення села — 1 особа.
| 2002 | 2010 |
| ▬ 18 | ▼ 1  |